# 212929 Satovski
212929 Satovski è un asteroide della fascia principale. Scoperto nel 2008, presenta un'orbita caratterizzata da un semiasse maggiore pari a 2,6341802 UA e da un'eccentricità di 0,1659951, inclinata di 8,99807° rispetto all'eclittica.
È dedicato all'astronomo russo Boris Satovskij.